# Theme Park
Theme Park (englisch für Themenpark) ist ein 1994 erschienenes Computerspiel, das zum Genre der Wirtschaftssimulationen gehört. Es wurde im Folgejahr auf zahlreiche Spielekonsolen der Zeit portiert.
Das Spiel wurde von Peter Molyneux und seiner Firma Bullfrog Productions entwickelt. Es sollte ursprünglich der Auftakt zu einer „Theme“-Reihe werden, aus der bis zum heutigen Tage nur die Krankenhaussimulation Theme Hospital erschienen ist. Mit Theme Park World (1999) und Theme Park Manager (2002) erschienen zwei inhaltliche Nachfolger, an denen Peter Molyneux nicht mehr beteiligt war.
Am 22. März 2007 erschien eine Umsetzung für den Nintendo DS.
Unter dem gleichen Namen veröffentlichte Electronic Arts eine durch Mikrotransaktionen finanzierte App für iOS und Android, die jedoch nicht auf dem Original aufbaut und nur den Markennamen wiederverwendet.

## Spielprinzip
Ziel des Spiels ist es, einen Vergnügungspark aufzubauen, diesen mit neuen und aufregenden Attraktionen zu bestücken und dabei möglichst viele Besucher anzulocken, um so einen möglichst großen Gewinn zu erwirtschaften. Es gibt zahlreiche detaillierte Einstellungsmöglichkeiten, so kann etwa der Salzgehalt der Pommes frites erhöht werden, um die Nachfrage der Parkbesucher nach Getränken zu steigern. Als Gegengewicht können Lebensmittelkontrolleure im Park auftauchen und den Spieler für unlautere Praktiken abstrafen.
Die Komplexitätsgrade sind regulierbar, wobei im einfachsten Modus der Einkauf und die Verhandlung mit Gewerkschaften entfallen und der härteste Modus noch einen Aktienhandel mit Konkurrenten beinhaltet. Ziel des Spiels ist es Erfolge in 6 Kategorien zu erreichen und seinen Park zu verkaufen, um mit dem Erlös an anderer Stelle den nächsten Park zu errichten.

## Entwicklung
Das Konzept wurde von Peter Molyneux erdacht, der schnell erkannte, dass sein Simulation-Sandbox-Aufbauspiel ein neues Genre darstellen könnte. Die bis zu 2000 simulierten Parkbewohner wurden von dem damals 16-jährigen Demis Hassabis als individuelle Zustandsautomaten programmiert, die selbstständig ihre Bedürfnisse stillen. Aufgrund der zahlreichen Parameter und Interaktionsmöglichkeiten, mit dem Ziel ein plausibles Verhalten zu erzeugen, war die Spielbalance die größte Herausforderung, da die Auswirkungen von Parameteränderungen schwer vorhersehbar wurden. Das Testen wurde größtenteils von den Programmierern selbst übernommen. Durch den Computergegner gebaute Parks, ein Mehrspielermodus oder eine Exportfunktion der selbst gebauten Achterbahnen in den Simulator Coaster wurden nicht verwirklicht.

## Rezeption
Der Achterbahnbau sei nervig und da das Spiel nicht pausiert auch unnötig hektisch. Das Spiel verlangt zudem Fleißaufgaben wie das Auffüllen der Lager ohne jedwede Entscheidungsfreiheit. Dem Spiel gelinge es nicht, die Langzeitmotivation des Spielers zu wecken, es sei aber dafür sehr innovativ. Die Grafik sei zweckmäßig und hinter der Fassade stecke eine knallharte Angebot und Nachfrage Simulation. Nach dem Erforschen aller möglichen Attraktionen sinke die Motivation. Das Spielprinzip sei originell und verpacke den Wirtschaftsaspekt gut. Auf dröge Statistiken werde verzichtet und stattdessen jeder Parkbesucher einzeln simuliert und dessen Status veranschaulicht.
Auf dem Amiga seien die Soundeffekte gelungen. Die Sprites seien ruckelig animiert, jedoch sehr detailliert. Das multidirektionale Scrolling ebenso wie die Maussteuerung etwas hakelig. Im Vergleich mit der PC-Version fehlen Attraktionen. Die Mega-CD-Version enthält abgespeckte Grafiken. Die Symbolsteuerung sei gewitzt, die Aufmachung liebevoll und die Strategiematerie komplex.